# Oberamt Tannenburg
Das (Ober-)Amt Tannenburg war ein Amt der Fürstpropstei Ellwangen.

## Geschichte
Die Tannenburg war der Kern der Ellwangener Herrschaft im Gebiet. Die Burg wurde vermutlich im 11. bis 12. Jahrhundert von der Abtei Ellwangen erbaut und 1223 als ellwangische Grenzveste mit der Familie von Tannenburg erwähnt. 1463 erwarb Fürstpropstei Ellwangen die Burg und den größten Teil des Oberamtes. Der Weiler Hausen bei Hall (Ortslage in Obersontheim) wurde 1764 für 60.000 Gulden durch die Fürstpropstei Ellwangen erworben.
Das Amt wurde im 18. Jahrhundert als Oberamt bezeichnet. An der Spitze stand ein adliger Oberamtmann. Diese kam im 18. Jahrhundert aus der Adelsfamilie Knöringen.
Im Vorgriff auf den 1803 wirksamen Reichsdeputationshauptschluss kam das Oberamt Tannenburg mit der Fürstpropstei bereits 1802 an Württemberg (seit 1806 Königreich) und wurde dem neuen Oberamt Ellwangen zugeordnet.

## Umfang
Das Oberamt Tannenburg bestand am Ende des HRR aus folgenden Bestandteilen: Tannenburg, Bühlerthann, Bühlerzell, Bühler, Halden, Fronroth, Gerabronn, Hausen bei Hall, Heilberg, Hettensberg, Hinter- und Vordergantenwald, Holenstein, Kammerstatt, Kottspiel, Mangoldshausen, Rappoltshofen, Senzenberg, Vorder- und Hinteruhlberg, Untersontheim und eine Reihe von Höfen.

## Oberamtmänner
- Friedrich Ludwig Wilhelm von Knöringen (1710–1756)
- Karl Joseph Eustachius von Knöringen (1756–1797)
- Philipp Anton von Knöringen (1797–1803)